# Ny Klingstrup
Ny Klingstrup er en lille hovedgård som blev udstykket fra Klingstrup i 1853. Gården ligger i Skårup Sogn, Sunds Herred, Svendborg Kommune. Hovedbygningen er opført i 1853.
Ny Klingstrups hovedbygning, der ligger øst for Gl. Klingstrup, tæt ved vandmøllen på en skråning ned mod Vejstrup Å, er opført ved den ny udskilning 1853. Stuehuset i vest, der et i ét stokværk mod haven, to mod gården, har gennemgående frontispice, lave og korte sidefløje, alt i enkel, sen klassicisme.
Ny Klingstrup Gods er på 91,6 hektar.

## Ejere af Ny Klingstrup
- (1853-1876) Peter Lauritz Mayntz
- (1876-1887) Marie Caroline Hansen gift Mayntz
- (1887-1898) Slægten Mayntz
- (1898-1910) L. Hansen
- (1910-1930) Forskellige ejere
- (1930-1937) E. S. Schwensen
- (1937-1946) W. greve Schulin-Zeuthen
- (1946-1975) Martin Larsen
- (1975-) Søren Martin Larsen

|  | Denne artikel om en bygning eller et bygningsværk kan blive bedre, hvis der indsættes et (bedre) billede. Du kan hjælpe ved at afsøge Wikimedia Commons for et passende billede eller lægge et op på Wikimedia Commons med en af de tilladte licenser og indsætte det i artiklen. |

55°6′32″N 10°41′35″Ø / 55.10889°N 10.69306°Ø